# Kittelflickare
En kittelflickare är en gammal benämning på personer som förtennade eller lagade kopparkittlar. Ofta sätts det i samband med romer, men ursprungligen var det ett vanligt yrke. Den mest berömda av alla kittelflickare är förmodligen John Bunyan, som under en tid i fängelse skrev Kristens resa.